# Южен национален парк
Южният национален парк се намира в Южен Судан, разположен на територията на 4 провинции - Западен Бахър ал Газал, Западна Екватория, Ал Бухайрат и Уараб, близо до границата с ЦАР и ДР Конго. Обявен е за национален парк през 1939 г.
Площта му от 2006 г. е 57 000 km2. Намира се на височина от 400 до 700 метра. Годишното количество валежи е от 600 mm на юг до 1200 mm на север.

## Описание
Преобладаващата растителност е саванна гора, по-голямата част на парка е широколистна, въпреки че в северните части доминират бодливи и високи треви. Поради наличието на големи влажни зони през 2006 г. е взето решение за увеличение на площта на парка от 23 000 км² до 57 000 км² и включването му в Рамсарската конвенция, която обхваща влажните зони от международно значение. Средните годишни валежи са 2400 mm.
Подобно на повечето паркове в южната част на Судан размириците в района са причинили значителни щети сред популациите на дивите животни. Тук се срещат обикновени бубали, кафърски биволи, хипопотами, жирафи, водни козли, лъвове, леопарди, блатни козли, слонове, бели носорози.